# Phellinaceae
Classification APG III (2009)
Famille
La famille des Phellinacées regroupe des plantes dicotylédones ; elle comprend 12 espèces du genre Phelline.
Ce sont des arbres ou des arbustes à feuilles persistantes des régions tropicales, endémiques de Nouvelle-Calédonie.

## Étymologie
Le nom vient du genre type Phelline, dérivé du grec φελλός / fellós, liège, en référence aux fruits et aux graines qui ont la consistance du liége.

## Classification
En classification classique de Cronquist (1981) cette famille n'existe pas. Le genre Phelline est inclus dans la famille des Aquifoliacées, dans l'ordre des Celastrales.
La classification phylogénétique APG II (2003) et la classification phylogénétique APG III (2009) situent cette famille dans l'ordre des Asterales.

## Liste des genres
Selon Angiosperm Phylogeny Website (12 nov. 2015), NCBI (12 nov. 2015) et DELTA Angio (12 nov. 2015) :
- Phelline (en) Labill.

## Liste des espèces
Selon NCBI (12 nov. 2015) :
- genre Phelline
  - Phelline billardieri
  - Phelline comosa
  - Phelline lucida